# Maira smaragdina
Maira smaragdina är en tvåvingeart som beskrevs av Jacques-Marie-Frangile Bigot 1878. Maira smaragdina ingår i släktet Maira och familjen rovflugor. Inga underarter finns listade i Catalogue of Life.